# Shanghaied
Shanghaied (títulos alternativos: Charlie Shanghaied, Charlie on the Ocean e Charlie the Sailor) (br: Carlitos marinheiro / pt: Charlot em Xangai) é um filme mudo estadunidense de curta-metragem de 1915, do gênero comédia, produzido por Jess Robbins para o Estúdios Essanay, e escrito, dirigido e protagonizado por Charles Chaplin. Nesse filme, Chaplin mostra suas habilidades de malabarista e consegue segurar uma bandeja com a refeição mesmo sofrendo várias quedas em função do balanço do navio. 

## Sinopse
Um vagabundo namora a filha de dono de navio e não sabe que ele quer explodi-lo para receber o seguro. Um dos tripulantes o contrata para ajudá-lo a embarcar outros à força, usando um martelo que ele bate na cabeça deles. Quando o vagabundo quer receber pelo que fez, o homem usa o martelo nele e o embarca também. Depois de várias confusões com um gancho do guindaste e com a comida do capitão, o vagabundo descobre que sua amada está no navio como clandestina e que quer ajudá-lo a escapar do barco, antes que ocorra a explosão e o naufrágio.

## Elenco
- Charles Chaplin .... Vagabundo
- Edna Purviance .... filha do dono do navio
- Wesley Ruggles .... dono do navio
- Bud Jamison .... segundo oficial
- Billy Armstrong .... primeiro marinheiro embarcado
- Paddy McGuire .... segundo marinheiro embarcado
- Leo White .... terceiro marinheiro embarcado
- John Rand .... cozinheiro do navio
- Fred Goodwins .... marinheiro
- Lee Hill .... marinheiro